# Elektriskt blått
Elektriskt blått är ett musikalbum av Hansson de Wolfe United, utkommet 2010.

## Bandet
- Lorne de Wolfe - sång, keyboards
- Jonas Isacsson - gitarr, bas, keyboards
- Per Lindvall - trummor, percussion

## Låtlista
Samtliga låtar skrivna av Lorne de Wolfe, förutom spår 2 och 5, som är skrivna av Lorne de Wolfe och Ingrid Munthe.
1. Där hallonen växer vilt
2. Lilla människan i stora världen
3. Parfait amour
4. Det är nära nu
5. Generositet
6. Elektriskt blått
7. Livet är kort, kyss mig långsamt
8. Du gör så stor differens
9. Arholma - Landsort
10. Älskade monster
11. Kärlekens pris